# Erik Huseklepp
Erik Huseklepp, né le 5 septembre 1984 à Bærum en Norvège, est un footballeur international norvégien.  

## Carrière en club

### Fyllingen
Né à Bærum en Norvège, Erik Huseklepp commence sa carrière professionnelle à Fyllingen, un des clubs de la ville de Bergen, en troisième division norvégienne. Il y effectue une bonne partie de sa formation, mais il joue également deux ans à Vadmyra, club d'un des quartiers de Bergen. Il fait partie de l'équipe professionnelle de Fyllingen de la saison 2004 jusqu'à la mi-saison 2005, en s'y imposant comme titulaire. Ses bonnes performances attirent deux clubs de l'élite norvégienne, Brann Bergen et Odd Grenland. 

### Brann Bergen
Lors de l'été 2005, il choisit de rester dans la même ville en signant à Brann, le club principal de Bergen, où avait déjà évolué son père, Ingvald Huseklepp, de 1976 à 1979. Pour son premier match au Brann Stadion, il marque un but dès sa première frappe, après 19 secondes de jeu, contre Fredrikstad. À l'heure actuelle, ce but reste le plus rapide marqué par un joueur de Brann Bergen en championnat. Il a été ensuite régulièrement titularisé sur l'aile droite de l'attaque durant le reste de la saison 2005. Après ce début de carrière convaincant avec Brann, la saison 2006 a été plus compliquée, puisqu'il a été seulement 6 fois titulaire. 2007 a été presque aussi difficile pour Huseklepp, l'entraîneur Mons Ivar Mjelde préférant l'utiliser comme un joker offensif qui doit apporter de la percussion en fin de match. 
Lassé de cette situation, Erik Huseklepp exprime alors des envies de départ, son profil d'ailier technique et percutant pouvant intéresser quelques clubs. En juillet 2007, il était tout proche de signer à Stabæk, le club de sa ville natale de Bærum. Mais Brann a engagé des négociations avec lui, et en novembre 2007, il a finalement prolongé son contrat de 3 ans avec le club de Bergen, qui a remporté le titre de champion de Norvège 2007. La saison 2008 fut meilleure, à titre personnel, pour Huseklepp, qui a souvent été repositionné en pointe lors de la deuxième partie de la saison, afin de remplacer Thorstein Helstad, parti pour Le Mans à l'été 2008.
La saison 2009 a été prolifique pour Erik Huseklepp. En plus de s'être imposé comme titulaire indiscutable, en pointe ou sur le côté droit, il a réalisé, en 30 matches, 15 buts et 12 passes décisives avec Brann Bergen. En 2010, il est resté titulaire, et après une première partie de saison moyenne (2 buts et 3 passes décisives en 15 matches), il a très bien entamé la seconde partie de saison du championnat norvégien en marquant, durant 4 matches consécutifs de juillet à août, 1 but par match (et 3 passes décisives lors des 2 premiers matches de juillet). Huseklepp est donc devenu un joueur important de Brann Bergen ces deux dernières années, et durant le mercato d'été 2010, plusieurs clubs allemands (Stuttgart), anglais (Blackburn, Sunderland), et français (Toulouse) ont suivi le joueur. Malgré ces sollicitations, il est resté dans le club norvégien.

### AS Bari
Il rejoint finalement l'AS Bari le 31 décembre 2010 malgré la position du club en tant que relégable. Avec seulement 2 buts marqués en 14 rencontres, il ne peut empêcher son nouveau club de descendre en Serie B. 

### Portsmouth
Le 16 août 2011, il décide de quitter l'AS Bari pour rejoindre le Portsmouth FC, qui évolue lui aussi en deuxième division. Huseklepp estime faire le bon choix, considérant qu'il rejoint un grand club ambitieux malgré le fait que la Championship soit d'un niveau inférieur a la serie B. Le 23 février 2012, il rejoint Birmingham City en prêt. Il sera parmi l'effectif jusqu'à la fin de la saison.

## Statistiques

### Buts internationaux
| 0     | Date | Lieu | Compétition | Résultat | Adversaire | Détail | Détail | Détail | Sél. |
| ----- | --- | --- | --- | --- | --- | --- | --- | --- | --- |
| 1er   | 12 août 2009 | Ullevaal Stadion, Oslo, Norvège                                                                                 | Éliminatoires Coupe du monde 2010                                                                               | V 4-0 | Écosse | 60e | du pied droit                                                                                                   | 3-0 | 5e |
| 2e    | 11 août 2010 | Ullevaal Stadion, Oslo, Norvège                                                                                 | Match amical | V 2-1 | France | 50e | du pied droit                                                                                                   | 1-1 | 12e |
| 3e    | 11 août 2010 | Ullevaal Stadion, Oslo, Norvège                                                                                 | Match amical | V 2-1 | France | 72e | du pied gauche                                                                                                  | 2-1 | 12e |
| 4e    | 7 septembre 2010                                                                                                | Ullevaal Stadion, Oslo, Norvège                                                                                 | Éliminatoires Euro 2012                                                                                         | V 1-0 | Portugal | 21e | du pied droit                                                                                                   | 1-0 | 14e |
| 5e    | 17 novembre 2010                                                                                                | Aviva Stadium, Dublin, Irlande                                                                                  | Match amical | V 1-2 | République d'Irlande                                                                                            | 86e | du pied droit                                                                                                   | 1-2 | 17e |
| 6e    | 26 mars 2011 | Ullevaal Stadion, Oslo, Norvège                                                                                 | Éliminatoires Euro 2012                                                                                         | N 1-1 | Danemark | 81e | du pied gauche                                                                                                  | 1-1 | 19e |
| 7e    | 12 novembre 2011                                                                                                | Cardiff City Stadium, Cardiff, Pays de Galles                                                                   | Match amical | P 4-1 | Pays de Galles                                                                                                  | 61e | du pied droit                                                                                                   | 2-1 | 26e |
| Total | 7 buts (5 du pied droit et 2 du pied gauche), en 36 sélections entre le 19 novembre 2008 et le 18 janvier 2014. | 7 buts (5 du pied droit et 2 du pied gauche), en 36 sélections entre le 19 novembre 2008 et le 18 janvier 2014. | 7 buts (5 du pied droit et 2 du pied gauche), en 36 sélections entre le 19 novembre 2008 et le 18 janvier 2014. | 7 buts (5 du pied droit et 2 du pied gauche), en 36 sélections entre le 19 novembre 2008 et le 18 janvier 2014. | 7 buts (5 du pied droit et 2 du pied gauche), en 36 sélections entre le 19 novembre 2008 et le 18 janvier 2014. | 7 buts (5 du pied droit et 2 du pied gauche), en 36 sélections entre le 19 novembre 2008 et le 18 janvier 2014. | 7 buts (5 du pied droit et 2 du pied gauche), en 36 sélections entre le 19 novembre 2008 et le 18 janvier 2014. | 7 buts (5 du pied droit et 2 du pied gauche), en 36 sélections entre le 19 novembre 2008 et le 18 janvier 2014. | 7 buts (5 du pied droit et 2 du pied gauche), en 36 sélections entre le 19 novembre 2008 et le 18 janvier 2014. |

## Palmarès

### En club
| SK Brann - Championnat de Norvège - Champion en 2007 |